# Arena Coliseu Mateus Aquino
Arena Coliseu Mateus Aquino, también conocido como Coliseu do Sertão, es un estadio de fútbol brasileño ubicado en la entrada al área urbana de Alto Santo, municipio de Ceará ubicado en la microrregión del Baixo Jaguaribe, a 243 kilómetros de Fortaleza. Ganó fama nacional e incluso internacional por su peculiar estructura y la polémica sobre la construcción.

## Construcción
Inspirado en el Coliseo Romano, la construcción comenzó en 2009 y costó alrededor de R$ 1,3 millones, siendo R$ 827 500 otorgados por el Ministerio de Deportes. Se planeó albergar a 20 000 personas, pero terminó con solo 5 000.

## Apertura
El primer partido oficial en el Coliseu fue el 9 de agosto entre Alto Santo Esporte Clube y União de Brejo Santo, para el debut del Campeonato Cearense de Serie C 2015. La audiencia fue de apenas 900 personas a pesar del bajo precio de la entrada por R$ 5. Los anfitriones ganaron 1–0 con un gol de Valdison a los 65'.

## Controversia
A pesar del clima semiárido de la región y la larga sequía de la época, se rellenó una presa para la construcción del estadio. El césped fue la primera parte terminada, quedando seis años sin uso, generando gastos con riego , fertilización y poda.
Al inicio de las obras, el club de fútbol de la ciudad estaba inactivo por deudas, lo que generó más dudas sobre la necesidad del recinto. Entonces, las autoridades locales reactivaron el Alto Santo Esporte Clube en el año de su apertura.
En el proyecto, el estadio debe albergar 20 mil espectadores, número superior a la población del municipio (16 mil en ese momento). Sin embargo, se completó con solo 5 mil de capacidad. Pero el gobierno municipal se comprometió a completar los otros 15 000, lo que redundará en más gastos innecesarios.